# Furnia insularis
Furnia insularis är en insektsart som först beskrevs av Carl Stål 1876.  Furnia insularis ingår i släktet Furnia och familjen vårtbitare. Inga underarter finns listade i Catalogue of Life.